# La Farinera del Clot
El Centro Cultural La Farinera del Clot es un equipamiento municipal del barrio del Clot de Barcelona, España. El nombre proviene de su ubicación, una nave rehabilitada de una antigua fábrica harinera (en catalán: farinera), que está catalogada como Bien Cultural de Interés Local. El edificio, construido en 1908 en estilo modernista, albergó hasta 1991 la fábrica de harinas San Jaime (con varios cambios de denominación y propietarios). En 1999 entró en servicio el equipamiento actual.

## Historia
La industria harinera tuvo gran relevancia en el antiguo municipio de San Martín de Provensals, hoy distrito de Barcelona. Los orígenes documentados se remontan al siglo XI, con molinos hidráulicos que aprovechaban las aguas de la Acequia Condal, reemplazados en el siglo XIX por harineras que funcionaban con energía de vapor. Hasta una veintena de estas industrias llegaron a concentrarse en la zona.
En este contexto, en 1892 Andrés Gallarda Campañá fundó la Casa Harinera de San Jaime, SA, y en 1900 hizo construir unos almacenes y silos de cereales en el barrio del Clot de San Martín de Provensals, junto a la carretera de Ribes, en unos terrenos ubicados entre las vías del ferrocarril del Norte y las vías y talleres del ferrocarril de MZA. Este proyecto fue realizado por el maestro de obras Joaquim Rivera.
Entre 1908 Andrés Gallarda amplió las instalaciones con la construcción dos naves anexas en forma de L: un edificio de almacén y oficinas y una fábrica de harinas, equipada con moderna maquinaria de molienda austrohúngara. El proyecto fue firmado por el arquitecto Josep Maria Pericas. La ejecución de la construcción se le atribuye al maestro de obras Joan Sellarés.
A la muerte del fundador, la fábrica cambió su razón social a Nieta de Andrés Gallarda, SA. En 1923 quedó integrada en el grupo Industrial Panera de Barcelona (IPSA). Durante la Guerra Civil la fábrica fue colectivizada y, tras la contienda, sus propietarios recuperaron la titularidad, aunque durante toda la dictadura estuvo gestionada por el Ministerio de Agricultura a través del Servicio Nacional del Trigo (sustituido en 1968 por el Servicio Nacional de Cereales), que la convirtió en la sede de la prefectura provincial de los almacenes estatales de trigo.
Durante la transición democrática la Asociación de Vecinos del Clot reclamó la fábrica como equipamiento para el barrio y sede de un ateneo popular. El Ayuntamiento de Barcelona, bajo el mandato de José María Socías, aprobó la expropiación de los terrenos y los vecinos fundaron el Ateneo La Farinera del Clot, que tenía previsto instalarse en el recinto fabril. Sin embargo, los trámites de expropiación se demoraron más de una década; paralelamente, en 1979 los herederos de Andrés Gallarda vendieron la fábrica a la empresa Oromas, que mantuvo la producción de harina panificadora y de pastas de sopa hasta 1991, cuando cesó su actividad definitivamente.
Finalmente, en 1995 el Ayuntamiento expropió los terrenos. El 16 de noviembre de 1997 el alcalde de Barcelona, Joan Clos, puso la primera piedra de las obras para transformar la fábrica en equipamientos, en el marco de la campaña «Barcelona posa't guapa». De los tres edificios del recinto, se derribaron las dos naves usadas como almacenes y oficinas, conservándose únicamente el edificio principal. La rehabilitación, dirigida por los arquitectos Carles Sanfeliu y José Abascal, fue a cargo de la constructora Closa Alegret, tuvo un coste de 500 millones de pesetas y recibió el Premio Bonaplata de Restauración otorgado por el Museo de la Ciencia y de la Técnica de Cataluña.
El 8 de mayo de 1999 tuvo lugar la fiesta inaugural del Centro Cultural La Farinera del Clot, presidida por el alcalde Clos, con varias exhibiciones de cultura popular (sardanas, castellers, pasacalles, etc.) que culminaron con un concierto del cantante del Clot, Loquillo. En el solar del resto del recinto fabril se construyó el Instituto de Educación Secundaria Salvador Espriu, inaugurado en 2000.
En los primeros cinco años de actividad la administración del centro cultural se desarrolló según un modelo de cogestión, compartida entre el Ayuntamiento y la Federación de Entidades del Clot-Camp de l'Arpa. En 2004 se firmó un pionero acuerdo de gestión cívica, que convirtió La Farinera en el primer equipamiento sociocultural municipal de Barcelona gestionado por una federación de entidades. El 11 de febrero de 2008 el alcalde Jordi Hereu inauguró el Espacio Antoni Miró Peris, ubicado la plaza Carme Monturiol, concebido como un espacio anexo a La Farinera. En 2013 este equipamiento adquirió autonomía al transformarse en «casal de barri», aunque gestionado también por la Federación de Entidades del Clot-Camp de l'Arpa.

## Edificio

### La harinera
El edificio actual es el único superviviente de la fábrica de harinas San Jaime, que estaba formada por tres naves dispuestas en forma de U. El acceso al recinto se realizaba por la calle del Clot, donde se ubicaba el arco de entrada que, por una galería abierta entre las dos naves laterales, conducía al patio central donde se realizaba la carga y descarga de materiales. La nave a la derecha de la entrada era una edificio de semisótano, planta baja y dos plantas, destinado a almacenes y despachos administrativos. El edificio de la izquierda se dividía en dos cuerpos, que se utilizaron como almacenes, silos y viviendas de obreros.
Durante la rehabilitación fueron derribadas las dos naves laterales, conservándose únicamente el edificio transversal, donde se realizaba la molienda del trigo. De planta rectangular (34 metros de longitud por 12,50 metros de ancho) y construido según el modelo de fábrica de pisos, se trataba del edificio más alto del conjunto (22 metros de altura), con sótano, planta baja y tres pisos.

### Arquitectura
De inspiración modernista, la fachada es de ladrillo visto, formando ocho bandas coronadas por un remate y unidos, dos a dos, por un escalonamiento de ladrillo, ornamentado con mosaico verde. Con la remodelación, se construyó un porche de entrada por la Gran Vía de las Cortes Catalanas (el lado opuesto al acceso original); en esta misma fachada se añadió un cuerpo transversal, destinado a escaleras y ascensor, con exterior de acero corten, vidrio y hormigón, decorado con una F de 12 metros de altura.
La rehabilitación respetó la estructura metálica interior del edificio, donde destacan los pilares de fundición y jácenas de celosía, forjados de bovedillas de ladrillo y vigas metálicas. La cubierta es de teja árabe a dos aguas, sobre cerchas metálicas del tipo ala de mosca.

### Maquinaria
En el interior se ha conservado parte de la maquinaria de la fábrica. Destacan tres molinos de cuatro rodillos austrohúngaros de la casa Bühler en la planta baja, la despuntadora de la casa Morros, parte de un planchister en la segunda planta, el árbol de transmisión, suspendido en el techo de la tercera planta, y los elevadores de cangilones, que atraviesan verticalmente todo el edificio.

## Actividades
Siguiendo el modelo de gestión ciudadana, aplicado por el Ayuntamiento de Barcelona en varios centros cívicos de la ciudad, el equipamiento de titularidad municipal está gestionado por el movimiento asociativo local; en este caso, por la Federación de Entidades del Clot-Camp de l'Arpa, organismo que aglutina una cuarentena de asociaciones sin ánimo de lucro del barrio.
Uno de los pilares La Farinera del Clot es el apoyo al asociacionismo local, dando acogida a distintas entidades y facilitándoles recursos para llevar a cabo sus actividades. Además, el centro cuenta con una programación sociocultural propia, que incluye la organización de talleres, exposiciones, muestras y festivales, con especial énfasis en la música y las artes escénicas. Entre los eventos que alberga anualmente destacan el festival de música electrónica y experimental «Störung», el ciclo de música negra «Say it loud», la muestra fotográfica «Fotoclot», el concurso de maquetas musicales «Emmaketa'm», el ciclo de mujeres creadoras «Muses» y la Muestra de audiovisuales y fotografía de montaña de San Martín.
Desde su nacimiento, La Farinera del Clot edita bimestralmente la revista Clic (Clot Informatiu Cultural), que informa de la programación del centro y de las iniciativas y actividades culturales promovidas por las entidades del barrio.
Más allá de la actividad cultural, el edificio también alberga algunas oficinas municipales de atención ciudadana, como el Punto de Información y Atención a las Mujeres (PIAD) del Distrito de San Martín y, hasta 2010, el Centro de Servicios Sociales del Clot - Camp de l’Arpa.